# NGC 4319
NGC 4319 はりゅう座方向に7700万光年の位置にある正面向きの棒渦巻銀河である。形態的には SB(r)ab に分類され、内環構造に棒渦巻と中〜高程度に巻き付いた腕を持つ。NGC 4291 および NGC 4386 の物理的近傍に存在し、NGC 4319 と NGC 4291 の狭間からのX線放射から、これら二つが相互作用銀河である可能性が示唆されている。NGC 4319 は天の川銀河に比べてイオン化水素の比率が非常に高い。
1971年、アメリカ人天文学者ホルトン・アープが、NGC 4319 とこれに比べて極めて高い赤方偏移を示すクエーサーである Markarian 205との間の物理的繋りのようなものを発見した。アープは、Markarian 205はたまたま背景にある天体ではなく、この銀河の銀河核から射出されたものである可能性を主張した。二つの天体間の目に見える光による繋りの発見は、その赤方偏移の違いに対する説明について天文学会に激しい論争を引き起こした。この論争はハッブル宇宙望遠鏡が Markarian 205からの光が NGC 4319 の円盤および銀河ハローを通って地球まで到達していることを示したことにより実質的に終息した。この観測結果はMarkarian 205が NGC 4319 の背後にあり、より遠くに存在することを意味している。